# Seven de Dubái 2019
El Seven de Dubái 2019 fue la vigésima edición  del Seven de Dubái y es el torneo que dará comienzo a la Serie Mundial Masculina de Rugby 7 2019-20. Se realizará durante el primer fin de semana de diciembre de 2019 en el The Sevens Stadium en Dubái, Emiratos Árabes.

## Formato
Se dividen en cuatro grupos de cuatro equipos, cada grupo se resuelve con el sistema de todos contra todos a una sola ronda; la victoria otorga 3 puntos, el empate 2 y la derrota 1 punto.
Los dos equipos con más puntos en cada grupo avanzan a cuartos de final de la Copa. Los cuatro ganadores avanzan a semifinales de la Copa, y los cuatro perdedores a semifinales por el quinto puesto.
Los dos equipos con menos puntos en cada grupo juegan la challenge trophy.

## Equipos participantes
Además de los 15 equipos que tienen su lugar asegurado para toda la temporada se suma como invitado la selección de Japón.
| - Argentina - Australia - Canadá - Escocia | - España - Estados Unidos - Fiyi - Francia | - Gales - Inglaterra - Irlanda - Japón | - Kenia - Nueva Zelanda - Samoa - Sudáfrica |

## Resultados

### Fase de grupos
- Todos los horarios corresponden al huso horario local: UTC+4.[3]

#### Grupo A
| Pos | Países    | Pts | Partidos | Partidos | Partidos | Partidos | Tantos | Tantos | Tantos |
| Pos | Países    | Pts | J        | G        | E        | P        | PF     | PC     | DP     |
| --- | --------- | --- | -------- | -------- | -------- | -------- | ------ | ------ | ------ |
| 1   | Francia   | 7   | 3        | 2        | 0        | 1        | 67     | 39     | +28    |
| 2   | Argentina | 7   | 3        | 2        | 0        | 1        | 67     | 40     | +27    |
| 3   | Fiyi      | 7   | 3        | 2        | 0        | 1        | 69     | 55     | +14    |
| 4   | Japón     | 3   | 3        | 0        | 0        | 3        | 29     | 98     | –69    |

|  | Avanzan a cuartos de final. |

| 5 de diciembre de 2019, 18:40 | Francia | 12 - 10 | Argentina | The Sevens Stadium, Dubái |  |

| 5 de diciembre de 2019, 19:02 | Fiyi | 24 - 17 | Japón | The Sevens Stadium, Dubái |  |

| 6 de diciembre de 2019, 12:42 | Francia | 41 - 5 | Japón | The Sevens Stadium, Dubái |  |

| 6 de diciembre de 2019, 13:04 | Fiyi | 21 - 24 | Argentina | The Sevens Stadium, Dubái |  |

| 6 de diciembre de 2019, 18:40 | Argentina | 33 - 7 | Japón | The Sevens Stadium, Dubái |  |

| 6 de diciembre de 2019, 19:02 | Fiyi | 24 - 14 | Francia | The Sevens Stadium, Dubái |  |

#### Grupo B
| Pos | Países         | Pts | Partidos | Partidos | Partidos | Partidos | Tantos | Tantos | Tantos |
| Pos | Países         | Pts | J        | G        | E        | P        | PF     | PC     | DP     |
| --- | -------------- | --- | -------- | -------- | -------- | -------- | ------ | ------ | ------ |
| 1   | Australia      | 9   | 3        | 3        | 0        | 0        | 112    | 47     | +65    |
| 2   | Estados Unidos | 7   | 3        | 2        | 0        | 1        | 67     | 64     | +3     |
| 3   | Irlanda        | 5   | 3        | 1        | 0        | 2        | 71     | 98     | –27    |
| 4   | Escocia        | 3   | 3        | 0        | 0        | 3        | 64     | 105    | –41    |

|  | Avanzan a cuartos de final. |

| 5 de diciembre de 2019, 17:50 | Australia | 43 - 14 | Escocia | The Sevens Stadium, Dubái |  |

| 5 de diciembre de 2019, 18:12 | Estados Unidos | 24 - 19 | Irlanda | The Sevens Stadium, Dubái |  |

| 6 de diciembre de 2019, 11:58 | Australia | 45 - 21 | Irlanda | The Sevens Stadium, Dubái |  |

| 6 de diciembre de 2019, 12:20 | Estados Unidos | 31 - 21 | Escocia | The Sevens Stadium, Dubái |  |

| 6 de diciembre de 2019, 17:50 | Escocia | 29 - 31 | Irlanda | The Sevens Stadium, Dubái |  |

| 6 de diciembre de 2019, 18:12 | Estados Unidos | 12 - 24 | Australia | The Sevens Stadium, Dubái |  |

#### Grupo C
| Pos | Países        | Pts | Partidos | Partidos | Partidos | Partidos | Tantos | Tantos | Tantos |
| Pos | Países        | Pts | J        | G        | E        | P        | PF     | PC     | DP     |
| --- | ------------- | --- | -------- | -------- | -------- | -------- | ------ | ------ | ------ |
| 1   | Nueva Zelanda | 9   | 3        | 3        | 0        | 0        | 107    | 21     | +86    |
| 2   | Samoa         | 7   | 3        | 2        | 0        | 1        | 57     | 64     | –7     |
| 3   | Canadá        | 5   | 3        | 1        | 0        | 2        | 50     | 64     | –14    |
| 4   | Gales         | 3   | 3        | 0        | 0        | 3        | 33     | 98     | –65    |

|  | Avanzan a cuartos de final. |

| 5 de diciembre de 2019, 17:06 | Samoa | 19 - 12 | Canadá | The Sevens Stadium, Dubái |  |

| 5 de diciembre de 2019, 17:28 | Nueva Zelanda | 36 - 7 | Gales | The Sevens Stadium, Dubái |  |

| 6 de diciembre de 2019, 11:14 | Samoa | 31 - 12 | Gales | The Sevens Stadium, Dubái |  |

| 6 de diciembre de 2019, 11:36 | Nueva Zelanda | 31 - 7 | Canadá | The Sevens Stadium, Dubái |  |

| 6 de diciembre de 2019, 17:06 | Canadá | 31 - 14 | Gales | The Sevens Stadium, Dubái |  |

| 6 de diciembre de 2019, 17:28 | Nueva Zelanda | 40 - 7 | Samoa | The Sevens Stadium, Dubái |  |

#### Grupo D
| Pos | Países     | Pts | Partidos | Partidos | Partidos | Partidos | Tantos | Tantos | Tantos |
| Pos | Países     | Pts | J        | G        | E        | P        | PF     | PC     | DP     |
| --- | ---------- | --- | -------- | -------- | -------- | -------- | ------ | ------ | ------ |
| 1   | Sudáfrica  | 9   | 3        | 3        | 0        | 0        | 69     | 31     | +28    |
| 2   | Inglaterra | 7   | 3        | 2        | 0        | 1        | 62     | 31     | +31    |
| 3   | España     | 5   | 3        | 1        | 0        | 2        | 34     | 88     | –54    |
| 4   | Kenia      | 3   | 3        | 0        | 0        | 3        | 36     | 51     | –15    |

|  | Avanzan a cuartos de final. |

| 5 de diciembre de 2019, 19:32 | Inglaterra | 36 - 7 | España | The Sevens Stadium, Dubái |  |

| 6 de diciembre de 2019, 19:54 | Sudáfrica | 17 - 12 | Kenia | The Sevens Stadium, Dubái |  |

| 6 de diciembre de 2019, 13:26 | Inglaterra | 12 - 5 | Kenia | The Sevens Stadium, Dubái |  |

| 6 de diciembre de 2019, 13:48 | Sudáfrica | 33 - 5 | España | The Sevens Stadium, Dubái |  |

| 6 de diciembre de 2019, 19:32 | España | 22 - 19 | Kenia | The Sevens Stadium, Dubái |  |

| 6 de diciembre de 2019, 19:54 | Sudáfrica | 19 - 14 | Inglaterra | The Sevens Stadium, Dubái |  |

### Etapa eliminatoria

#### Decimoquinto puesto
| 7 de diciembre de 2019, 13:30 | Gales | 38 - 12 | Japón | The Sevens Stadium, Dubái |  |

#### Decimotercer puesto
| 7 de diciembre de 2019, 13:52 | Kenia | 26 - 14 | Escocia | The Sevens Stadium, Dubái |  |

#### Undécimo puesto
| 7 de diciembre de 2019, 15:44 | España | 19 - 14 | Irlanda | The Sevens Stadium, Dubái |  |

#### Noveno puesto
| 7 de diciembre de 2019, 16:06 | Fiyi | 40 - 17 | Canadá | The Sevens Stadium, Dubái |  |

#### Copa de oro
|  | Cuartos de final | Cuartos de final | Cuartos de final |               |            | Semifinales | Semifinales | Semifinales |            |               | Copa          | Copa         | Copa |  |
|  |                  |                  |                  |               |            |             |             |             |            |               |               |              |      |  |
|  |                  |                  |                  |               |            |             |             |             |            |               |               |              |      |  |
|  | Francia          | Francia          | 12               |               |            |             |             |             |            |               |               |              |      |  |
|  | Francia          | Francia          | 12               |               |            |             |             |             |            |               |               |              |      |  |
|  | Inglaterra       | Inglaterra       | 19               |               |            |             |             |             |            |               |               |              |      |  |
|  | Inglaterra       | Inglaterra       | 19               |               | Inglaterra | Inglaterra  | 12          |             |            |               |               |              |      |  |
|  |                  |                  |                  |               | Inglaterra | Inglaterra  | 12          |             |            |               |               |              |      |  |
|  |                  |                  | Nueva Zelanda    | Nueva Zelanda | 19         |             |             |             |            |               |               |              |      |  |
|  | Nueva Zelanda    | Nueva Zelanda    | Nueva Zelanda    | Nueva Zelanda | 19         | 26          |             |             |            |               |               |              |      |  |
|  | Nueva Zelanda    | Nueva Zelanda    |                  |               |            |             |             |             |            |               |               |              |      |  |
|  | Estados Unidos   | Estados Unidos   | 5                |               |            |             |             |             |            |               |               |              |      |  |
|  | Estados Unidos   | Estados Unidos   | 5                |               |            |             |             |             |            | Nueva Zelanda | Nueva Zelanda | 0            |      |  |
|  |                  |                  |                  |               |            |             |             |             |            | Nueva Zelanda | Nueva Zelanda | 0            |      |  |
|  |                  |                  | Sudáfrica        | Sudáfrica     | 15         |             |             |             |            |               |               |              |      |  |
|  | Sudáfrica        | Sudáfrica        | Sudáfrica        | Sudáfrica     | 15         | 12          |             |             |            |               |               |              |      |  |
|  | Sudáfrica        | Sudáfrica        |                  |               |            |             |             |             |            |               |               |              |      |  |
|  | Argentina        | Argentina        | 5                |               |            |             |             |             |            |               |               |              |      |  |
|  | Argentina        | Argentina        | 5                |               | Sudáfrica  | Sudáfrica   | 38          |             |            | Tercer lugar  | Tercer lugar  | Tercer lugar |      |  |
|  |                  |                  |                  |               | Sudáfrica  | Sudáfrica   | 38          |             |            | Tercer lugar  | Tercer lugar  | Tercer lugar |      |  |
|  |                  |                  | Samoa            | Samoa         | 7          |             |             |             |            |               |               |              |      |  |
|  | Australia        | Australia        | Samoa            | Samoa         | 7          | 14          |             |             | Inglaterra | Inglaterra    | 19            |              |      |  |
|  | Australia        | Australia        |                  |               |            |             |             |             | Inglaterra | Inglaterra    | 19            |              |      |  |
|  | Samoa            | Samoa            | 19               |               |            |             |             |             |            |               | Samoa         | Samoa        | 17   |  |
|  | Samoa            | Samoa            | 19               |               |            |             |             |             |            |               | Samoa         | Samoa        | 17   |  |
|  |                  |                  |                  |               |            |             |             |             |            |               |               |              |      |  |

##### Cuartos de final
| 7 de diciembre de 2019, 11:14 | Francia | 12 - 19 | Inglaterra | The Sevens Stadium, Dubái |  |

| 7 de diciembre de 2019, 11:36 | Nueva Zelanda | 26 - 5 | Estados Unidos | The Sevens Stadium, Dubái |  |

| 7 de diciembre de 2019, 11:58 | Sudáfrica | 12 - 5 | Argentina | The Sevens Stadium, Dubái |  |

| 7 de diciembre de 2019, 12:20 | Australia | 14 - 19 | Samoa | The Sevens Stadium, Dubái |  |

##### Semifinales
| 7 de diciembre de 2019, 15:00 | Inglaterra | 12 - 19 | Nueva Zelanda | The Sevens Stadium, Dubái |  |

| 7 de diciembre de 2019, 15:22 | Sudáfrica | 38 - 7 | Samoa | The Sevens Stadium, Dubái |  |

##### Tercer puesto
| 7 de diciembre de 2019 | Inglaterra | 19 - 17 | Samoa | The Sevens Stadium, Dubái |  |

##### Final
| 7 de diciembre de 2019, 19:02 | Nueva Zelanda | 0 - 15 | Sudáfrica | The Sevens Stadium, Dubái |  |

| Bandera de Sudáfrica   |
| Campeón Sudáfrica      |
| 1º título del circuito |

## Posiciones finales
| Pos               | Equipo         |
| ----------------- | -------------- |
| Medalla de oro    | Sudáfrica      |
| Medalla de plata  | Nueva Zelanda  |
| Medalla de bronce | Inglaterra     |
| 4                 | Samoa          |
| 5                 | Australia      |
| 6                 | Francia        |
| 7                 | Argentina      |
| 8                 | Estados Unidos |
| 9                 | Fiyi           |
| 10                | Canadá         |
| 11                | España         |
| 12                | Irlanda        |
| 13                | Kenia          |
| 14                | Escocia        |
| 15                | Gales          |
| 16                | Japón          |